# Franz Gold
Franz Gold (* 10. Oktober 1913 in Botenwald, Österreichisch-Schlesien; † 8. Mai 1977) war ein deutscher Generalleutnant des Ministeriums für Staatssicherheit (MfS) und langjähriger Leiter der Hauptabteilung Personenschutz (HA PS) des MfS.

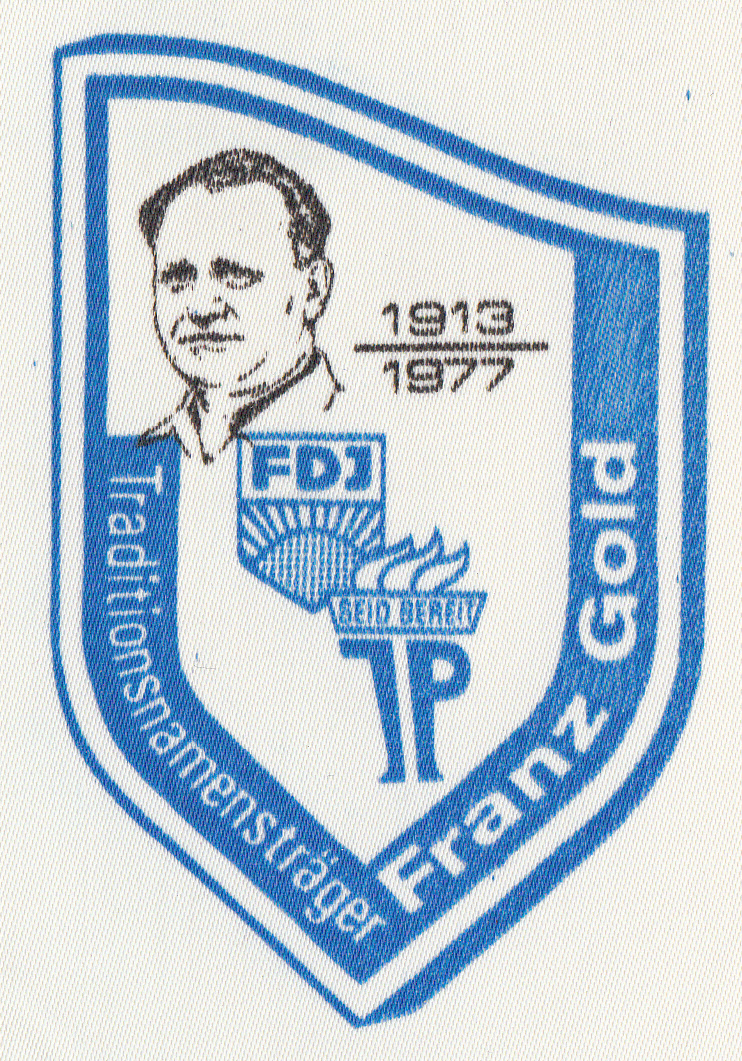
Aufnäher der DDR-Jugendorganisation FDJ/Junge Pioniere mit dem Bild von Franz Gold (Offizier des Ministeriums für Staatssicherheit)

## Leben
Der Sohn eines Schmiedes besuchte die Bürgerschule. Die Eltern waren Mitglieder der tschechoslowakischen KP. Nach der Ausbildung zum Fleischer arbeitete er bis 1932 in diesem Beruf. 1927 wurde er Mitglied des Kommunistischen Jugendverbandes der Tschechoslowakei. 1932 bis 1935 war er Gelegenheitsarbeiter. 1932 trat Gold der KPČ bei. 1933/34 wurde er mehrmals verhaftet.
Von 1935 bis 1937 diente er als Soldat in der tschechoslowakischen Armee. Wegen politischer Unzuverlässigkeit wurde er entlassen und arbeitete 1937 als Schleifer. In diesem Jahr wurde er Mitglied der KPČ-Bezirksleitung Wagstadt. 1938 wurde er erneut Soldat.
Nach dem Anschluss des Sudetenlandes wurde er in Botenwald von der Gestapo verhaftet, die ihm vorwarf, er sei der Führer der örtlichen Arbeiterwehr gewesen. Im Dezember 1938 wurde er wieder entlassen. Im November 1964 verbreitete die Westberliner Boulevardzeitung B.Z. unter Berufung auf den Untersuchungsausschuss Freiheitlicher Juristen, „Ulbrichts Leibwächter“ Gold sei am 1. November 1938 in die NSDAP eingetreten. In diesem Zusammenhang wurde auch seine angebliche Mitgliedsnummer (6.792.350) genannt. Diese Angaben wurden in Veröffentlichungen in der Bundesrepublik jahrzehntelang wiedergegeben. 1997 wies der Historiker Jens Gieseke diese „langlebige Legende“ allerdings zurück: Gold sei „tatsächlich nie Mitglied der NSDAP“ gewesen. In der Mitgliederkartei sei eine „andere Person gleichen Namens“ erfasst, was „schon durch einen Vergleich der Geburtsdaten zu erkennen gewesen wäre“.
Im Dezember 1940 wurde Gold zur Wehrmacht eingezogen. Im September 1941 – zum Zeitpunkt der größten Erfolge der Wehrmacht – lief er als Gefreiter zur Roten Armee über. In sowjetischer Kriegsgefangenschaft besuchte er die Antifa-Schule in Gorki und wurde 1942 Soldat der Roten Armee. 1942/43 arbeitete er als Propagandist in deutschen Kriegsgefangenenlagern. Im Januar 1943 wandte er sich mit anderen deutschen Antifaschisten, unter ihnen Heinz Keßler und Friedrich Augustin, bei Welikije Luki mit Lautsprecheranlagen und Flugblättern an die dort eingeschlossenen deutschen Einheiten. Mit Augustin und einer Gruppe Sowjetsoldaten ging er in den Kessel, um den deutschen Kommandeur zur Kapitulation zu bewegen. Für diesen Einsatz wurden er und Friedrich Augustin als erste deutsche kriegsgefangene Antifaschisten im Februar 1943 mit sowjetischen Tapferkeitsauszeichnungen geehrt.
1943 war er Mitbegründer des Nationalkomitees Freies Deutschland und Frontbevollmächtigter an der West- und Litauischen Front. Er wurde als Partisan ausgebildet und nahm im August/September 1944 am slowakischen Aufstand als Kommandeur einer Partisaneneinheit teil. Politischer Kommissar dieser Einheit war Josef Schütz. Mit der Front gelangten sie nach Mähren und Böhmen.

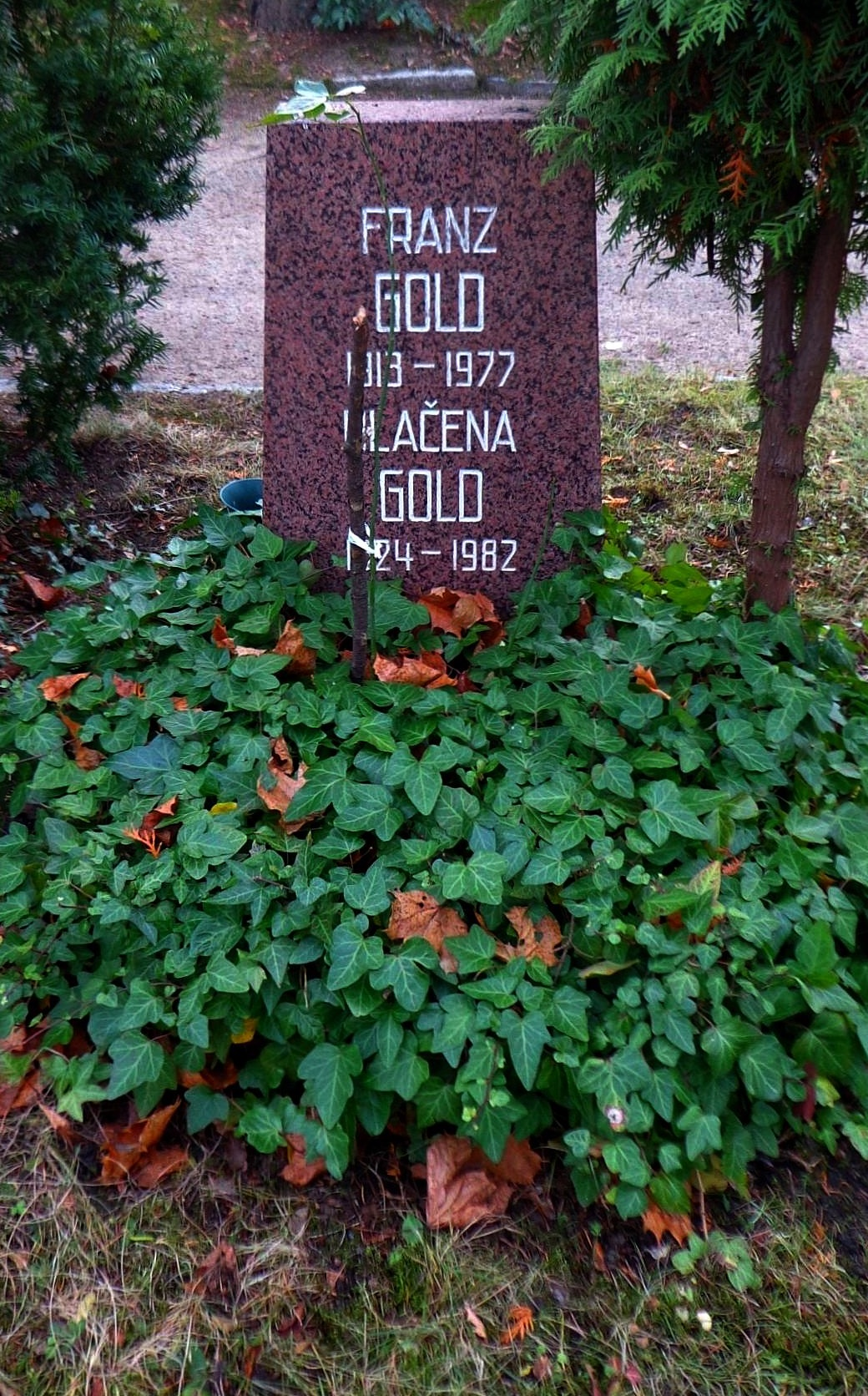
Grabstätte

1945/46 war er Gebietssekretär der Kommunistischen Partei in Fulnek. 1946 siedelte er nach Dresden um, wurde Mitglied der SED und Personalchef des Sowjetischen Nachrichtenbüros (SNB) in Sachsen. Ab 1948 wirkte er als Direktor des Deutschen Instituts für sozialökonomische Probleme, einer Tarnorganisation des SNB, in Berlin-Weißensee, war dort deutscher Stellvertreter des Leiters W. A. Kolkypin. 1949 wurde er Personaldirektor beim Berliner Rundfunk in West-Berlin.
Im Februar 1950 wurde er im Ministerium für Staatssicherheit eingestellt und baute im Rang eines Inspekteurs (Oberst) die Abteilung Personenschutz auf. Bei der Aufwertung der Abteilung zur Hauptabteilung 1951 wurde er zum Chefinspekteur (Generalmajor) ernannt, bei Einführung der neuen militärischen Dienstgrade im MfS 1952 jedoch zum Oberst zurückgestuft. 1959 wurde er zum Generalmajor ernannt und 1972 zum Generalleutnant befördert. Im Januar 1974 wurde er aus dem Dienst entlassen und pensioniert.
Golds Urne wurde in der Grabanlage Pergolenweg des Berliner Zentralfriedhofs Friedrichsfelde beigesetzt.

## Auszeichnungen
- 1943 Orden des Roten Sterns der UdSSR
- 6. Mai 1955 Vaterländischer Verdienstorden in Silber und 1965 in Gold
- 1961 Dukla-Medaille der ČSSR
- 1963 Orden Banner der Arbeit
- 1963 Artur-Becker-Medaille in Gold
- 1964 Erinnerungsmedaille des slowakischen Nationalaufstandes
- 1967 Ehrenspange zum Vaterländischen Verdienstorden in Gold
- 1971 Orden der Arbeit der ČSSR[4]